# Hans Vredeman de Vries
Hans Vredeman de Vries (1527 Leeuwarden – 1606/1609 Hamburk nebo Amsterdam), svými současníky nazývaný „vlámský Vitruvius“, byl významný renesanční malíř a grafik, designér, inženýr a architekt palácových budov a zahrad. Jako malíř dobové architektury, využívající možnosti perspektivy, ovlivnil evropské malíře a architekty na sever od Alp. Své teoretické závěry shrnul v knize Perspektiva (1604) vydané Hendrickem Hondiem v Haagu.

## Životopis
Hans Vredeman de Vries se narodil ve Frísku, které bylo v té době součástí Španělského Nizozemí. Z rodného Leeuwardenu odešel do Amsterdamu (1546), kde vstoupil do dílny Reyera Erritsze. V roce 1549 odtud odešel za svým bratrem Sebastiánem do Mechelen, kde pracoval především na svatebních dekoracích pro Karla V. a Filipa II. Španělského. Přestože se v tomto městě narodil jeho nejstarší syn Salomon (1556–1604), později rovněž malíř, přestěhoval se do Antverp, kde získal pozici architekta a stavitele městského opevnění. V Antverpách se narodil jeho druhý syn Paul (1567–1617), který později s otcem maloval v různých městech Evropy. Avšak po okupaci Antverp španělským vojskem (1585) Hans Vredeman de Vries město opustil, neboť byl nekatolického vyznání. Na pozvání Julia, vévody Brunšvicko-Lüneburského, připravil projekt opevnění saského města Wolfenbüttelu. Po vévodově smrti (1589) byl však projekt předčasně ukončen. Tehdy začala umělecká dráha Hanse Vredemana de Vries jako emigranta, kdy přecházel za prací z místa na místo. Ze Saska odešel do Hamburku, odtud do Gdaňska (1592), aby v roce 1596 přijal pozvání císaře Rudolfa II. k výzdobě interiérů Pražského hradu. Hans Vredeman se synem Paulem ale již o 3 roky později Prahu opustili a odešli do Amsterdamu (1600). V roce 1604 se neúspěšně ucházel o místo profesora na katedře architektury a perspektivy Leidenské univerzity. Další osudy Hanse Vredemana jsou nejasné, ale protože jeho syn Paul přebíral dědictví po otci v Hamburku, předpokládá se, že Hans Vredeman de Vries v tomto městě zemřel někdy mezi roky 1606 a 1609.

## Umělecká tvorba

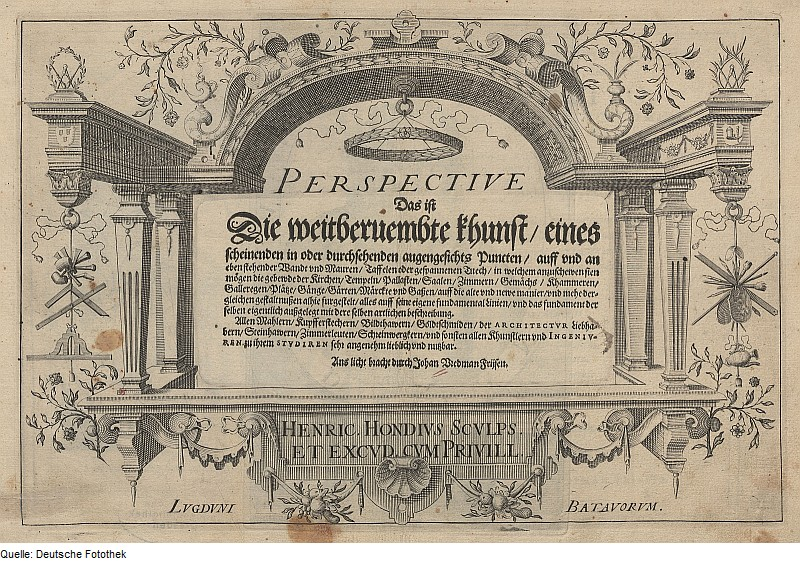
Hans Vredeman de Vries, Perspektiva (frontispis). Vydal Hendrick Hondius s dedikací knížeti Mořici Oranžskému.

Hans Vredeman de Vries je znám jako autor knih věnovaných nejen ornamentu (1565) a designu (1583), ale především jako autor knihy o perspektivě v architektuře (1604), která našla místo nejen v knihovnách studentů a architektů, ale i v knihovně génia té doby, Petra Paula Rubense.

### Architektura a ornament
Malba zobrazující architekturu je žánrovou malbou zaměřující se na vnější podobu staveb a jejich interiérů. Jejím prvním významným představitelem byl Hans Vredeman de Vries. Pokračovali v ní i oba jeho synové, Salomon a Paul, ale i Vredemanův současník, Hendrick van Steenwyck starší (1550–1603).

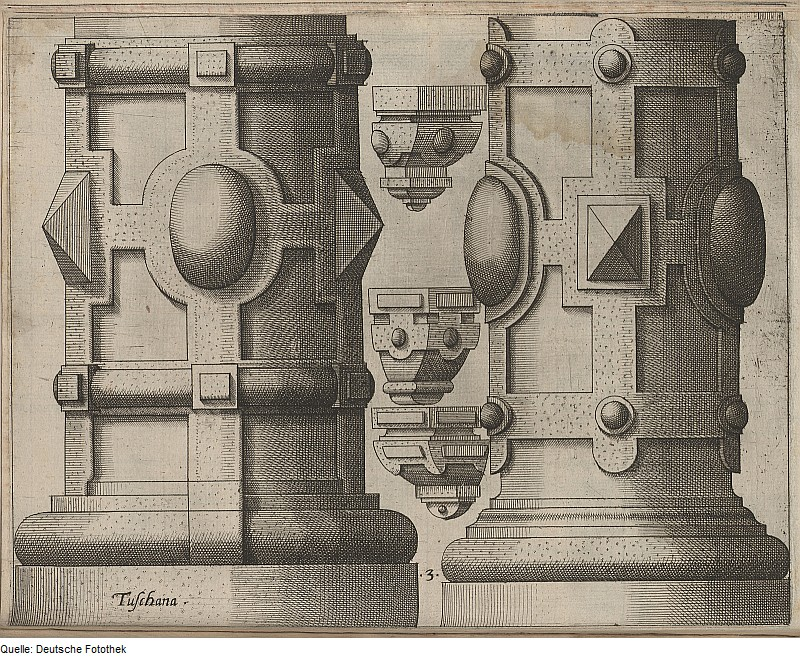
Hans Vredeman de Vries Architektura, stavební prvky a ornament (1587, mědirytina, Německá fototéka)

Vredemanova tvorba se těšila velké popularitě, což dokládá i její napodobování jeho současníky. Byl prvním, kdo doplnil dekorace jednotlivých částí sloupů různých stavebních slohů vybroušenými kameny s cílem přetvořit původní klasické architektonické články a přitom respektovat povahu příslušného stavebního slohu. Dokladem může být pancéřové zavíjení kamenů do dórských sloupů. Došel tak daleko, že spojoval sloupové typy s šesti etapami lidského života.

### Obrazy a fresky

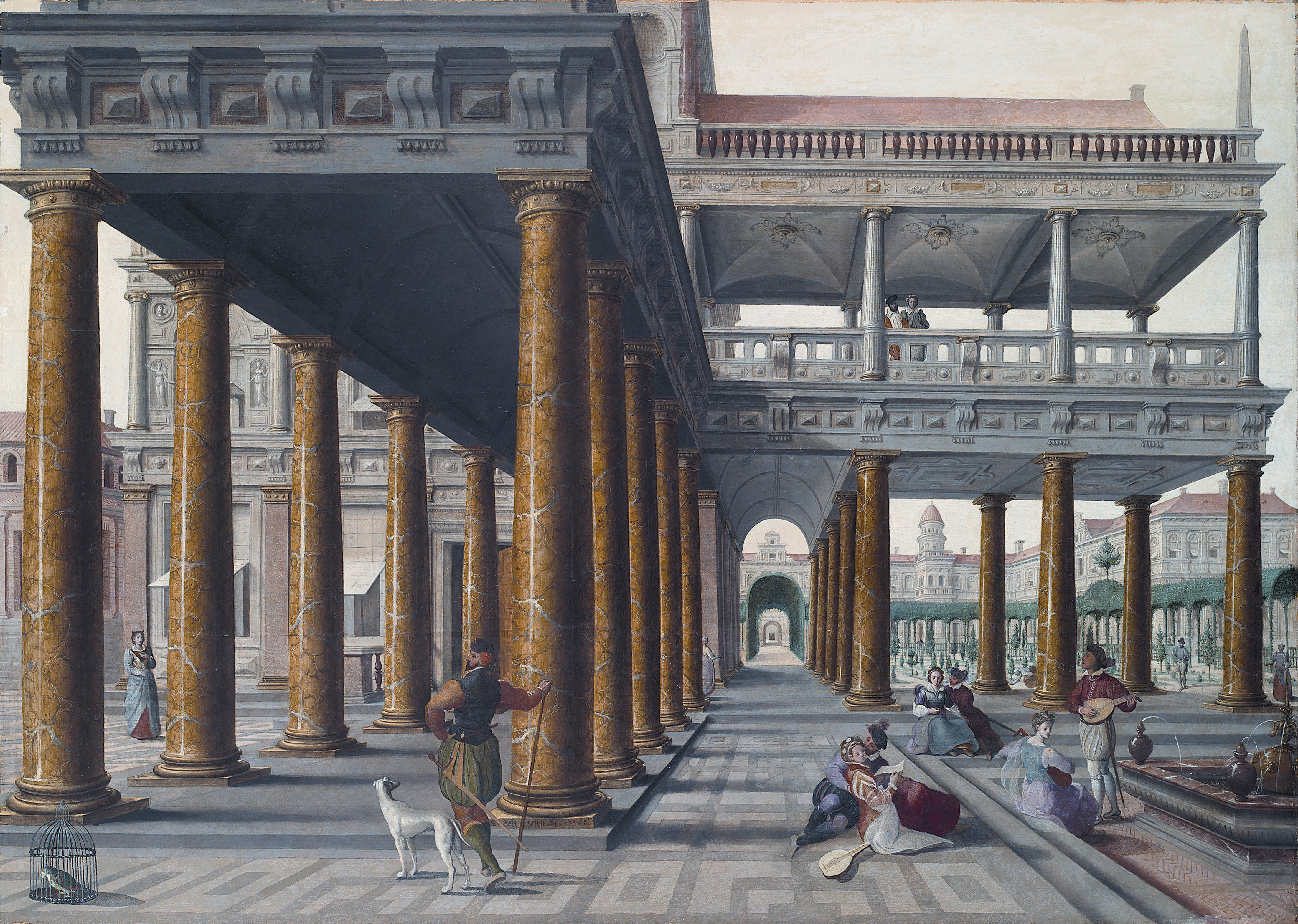
Rozmarná architektura s postavami (asi 1568, Museum krásných umění, Bilbao)

Kromě knih o fantaskní architektuře budov a zahrad se však dochovalo jen málo z Vredemanovy vlastní malířské tvorby. Část obrazů vznikla především za spoluúčasti syna Paula nebo Hendricka Aertse (1565/75–1603), zatímco jiní malíři, včetně Dircka de Quade van Ravesteyn (1565/70–1620), Hanse von Aachena (1552/56–1615) či Bartholomea Sprangera (1546–1611) na Vredemanových architektonických obrazech doplňovali chybějící figurální stafáž.
Je jisté, že během pobytu v Hamburku Hans Vredeman pracoval na několika velkých objednávkách. Jednou z nich byla fresková výzdoba pohřební kaple v kostele sv. Petra, určená pro zlatníka Jacoba Morese (1540/50–1609). Jednalo se o iluzivní malbu (trompe l´oeil) použitou na fresce Kristus vítězící nad ďáblem a smrtí (1589). Po obou stranách malíř fresku doplnil dvěma karyatidami působícími dojmem dřevořezby a lampou, která vypadala jako by hořela. Dvě další Vredemanovy malby zobrazovaly novozákonní témata, Kristus a farizeové a Kristus vyhání penězoměnce z chrámu, které se vyznačovaly perspektivním zpodobněním chrámového interiéru.
Od roku 1592 Hans Vredeman působil v Gdaňsku jako městský architekt. Současně zde namaloval sedm obrazů dochovaných v interiéru Staroměstské radnice (dnes Muzeum historie Gdaňska). Letní místnost v budově městské rady, tzv. Červený sál, vyzdobil obrazem Posledního soudu (1594/95). V blízké budově nazvané Artušův dvůr se dochoval další Vredemanův obraz pojmenovaný Orfeus hrající na loutnu (1594).

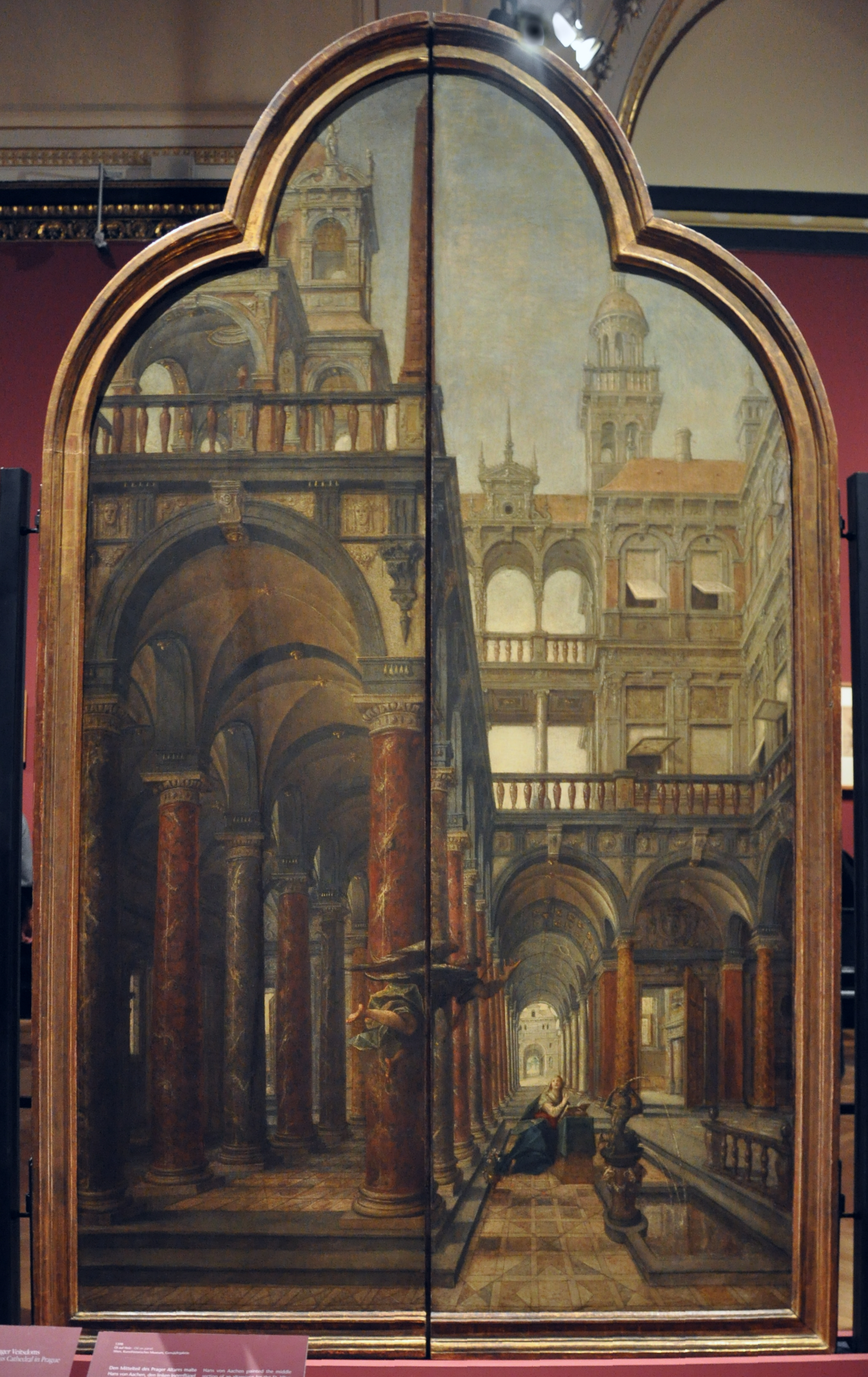
Zvěstování Panně Marii. Hans Vredeman maloval architekturu, postavy Hans von Aachen (asi 1597, Uměleckohistorické muzeum, Vídeň).

Na svých toulkách Evropou v roce 1596 přijel Hans Verdeman de Vries spolu se svým synem Paulem do rudolfínské Prahy. Na oltářním obraze určeném pro císaře Rudolfa II. se při jeho uzavření objevila scéna Zvěstování Panně Marii namalovaná oběma Vredemany. Figurální stafáž do obrazu domaloval Hans von Aachen. Imaginárnost jejich tvorby dokládalo obrovské plátno umístěné na stropu Španělského sálu zobrazující iluzivní klenbu umístěnou na pilířích. Vyzdobili také sál galerie nacházející se na 2. podlaží Rudolfova Chodbového stavení. Protože budování dalších prostor Pražského hradu vázlo, po třech letech oba Vredemanové Prahu opustili a odešli do Amsterdamu.

### Kresby
Během pobytu ve Wolfenbüttelu Hans Vredeman de Vries namaloval čtyři kruhové kresby zvané Čtyři roční období (1589). Kresby měly být předlohou pro malbu na sklo. Dnes jsou vystaveny v muzeu Fríska (Leeuwarden). Řada jeho dalších kreseb byla podkladem pro více než 600 dobových rytin.

## Umělecko-historický význam díla Hanse Vredemana de Vries
Hans Vredeman de Vries byl multitalentovaným umělcem, jehož tvorba zahrnovala architekturu paláců a zahrad, návrhy na městskou fortifikaci, ale byly to i návrhy triumfálních oblouků či dekorací interiérů, stejně jako malba nástěnných a závěsných obrazů. Jeho knihy o architektuře a perspektivě doprovázely vlastní grafické ilustrace, které měly velký vliv na umělce 16.–19. století.